# François Georges-Picot
François Marie Denis Georges-Picot (París, 21 de diciembre de 1870 - París, 20 de junio de 1951) fue un diplomático y abogado francés quien negoció el acuerdo  Sykes–Picot con el abogado británico Sir Mark Sykes entre noviembre de 1915 y marzo de 1916, y que fue firmado el 16 de mayo de 1916. El mismo consistió en un tratado secreto proponiendo que, cuando se iniciara la partición del Imperio otomano  después de una victoria teórica por parte del Triple Entente, el Reino Unido, Francia y, más tarde, Rusia e Italia, se dividirían entre sí los territorios árabes bajo influencia otomana.

## Familia
Hijo del historiador Georges Picot y tíoabuelo del expresidente francés Valéry Giscard d'Estaing, se casó con Marie Fouquet en París el 11 de mayo de 1897 y tuvieron tres hijos: Jean Georges-Picot, Élisabeth Georges-Picot (1901 - 1906) y Sibylle Georges-Picot. Su nieta Olga Georges-Picot actuó en la película Chacal.

## Biografía
Picot se graduó en Derecho y se convirtió en abogado del Tribunal de apelación de París en 1893. Se convirtió en diplomático en 1895 y se agregó a la Directiva de Política en 1896. Se convirtió en secretario del embajador en Copenhague y en Pekín antes de ser nombrado Cónsul-General de Francia en Beirut un poco antes del comienzo de la Primera Guerra Mundial.
Luego se lo mandó a El Cairo, donde mantuvo buenas relaciones con los maronitas del Líbano. En el verano de 1915 el Ministerio de Asuntos Exteriores de Francia se lo trajo de vuelta a París. Como un miembro del Partido Colonial francés abogó para un grupo pequeño que apoyaba un Mandato francés de Siria durante las negociaciones del Acuerdo Sykes-Picot y una «Siria integral», desde Alejandreta (en la Turquía actual) al Sinaí y desde Mosul hasta la costa mediterránea.
Se lo nombró alto comisionado en Palestina y Siria entre 1917 y 1919, ministro plenipotenciario en 1919, alto comisionado de Bulgaria en 1920 y embajador a Argentina.